# QAnon

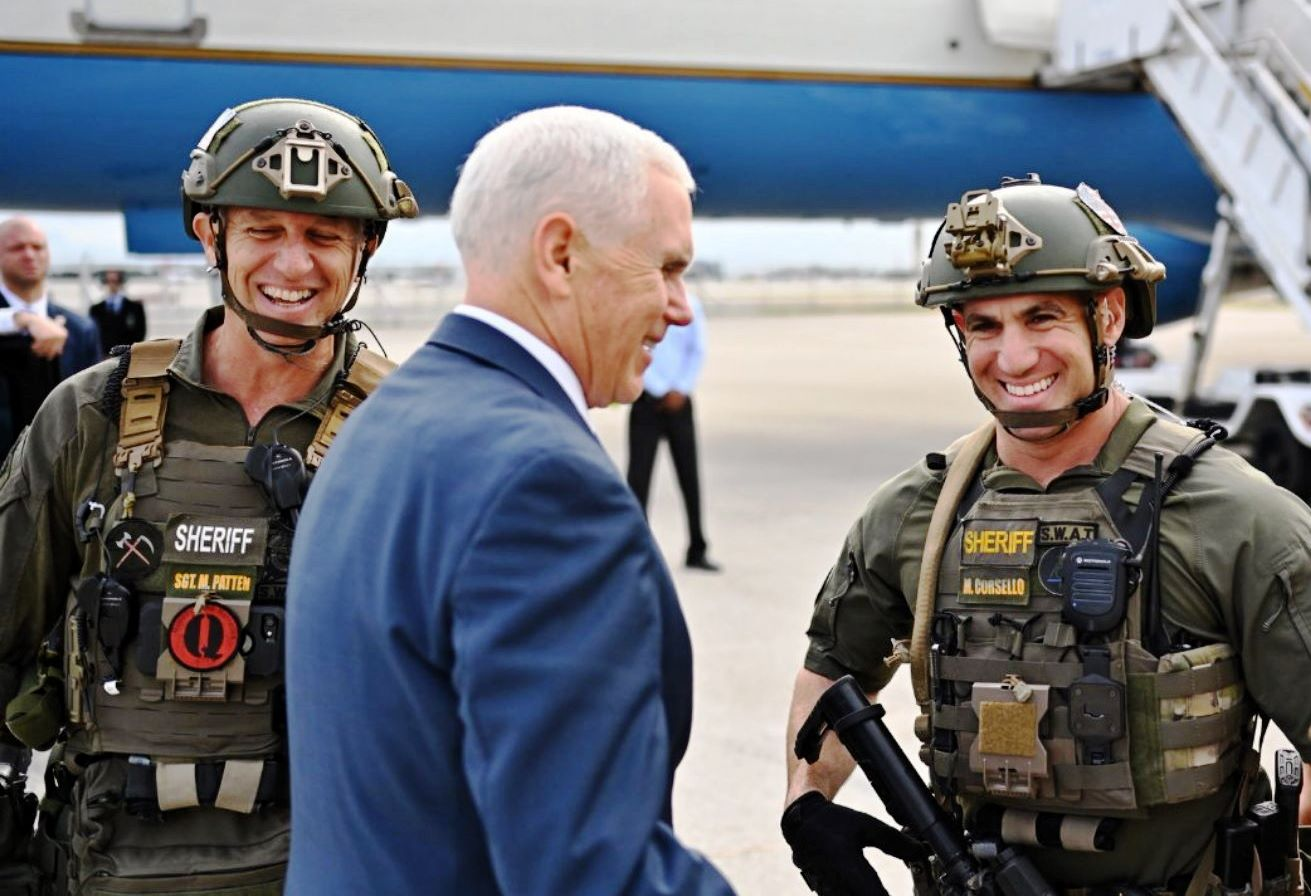
Віцепрезидент США Майк Пенс під охороною бійців групи SWAT поліції округу Бровард в аеропорту Форт-Лодердейл / Голівуд у Флориді 30 листопада 2018 року. На бронежилеті поліцейського Майка Петті, що стоїть ліворуч, прикріплений знак у вигляді літери Q на червоному тлі, символ руху QAnon. За це поліцейський отримав дисциплінарне стягнення і був переведений з групи SWAT в інший підрозділ.

QAnon — рух, який об'єднує прихильників поширеної в США конспірологічної теорії, згідно з якою колишній президент США Дональд Трамп збирається викрити гігантську міжнародну схему сексуальної експлуатації маленьких дітей, до якої причетні лідери Демократичної партії США, що поклоняються Сатані, а також багато інших американських знаменитостей.

## Історія
28 жовтня 2017 року на політичному форумі /pol/ анонімного іміджборду 4chan в гілці під назвою «Затишшя перед бурею» (англ. Calm Before the Storm) з'явився пост, в якому говорилося: 

Наказ про екстрадицію ГРК [Гілларі Клінтон] починаючи з вчора діє у декількох країнах на випадок спроби втечі через кордон. Паспорт на особливому контролі з 12:01 ночі 30 жовтня. Очікуються масові заворушення противників і інші спроби втечі з США. Операцію проведуть Озброєні сили США, НГ [Національна гвардія США] приведена у бойову готовність. Доказ: 30 жовтня знайдіть бійця НГ у будь-якому з великих міст і запитайте, чи перебуває він на бойовому чергуванні.

 Фразу «Напевно, це затишшя перед бурею» сказав Дональд Трамп на зустрічі зі своїми військовими радниками 5 жовтня 2017 року, поставивши всіх у глухий кут її загадковістю.[джерело?] Жодних коментарів, що уточнюють, що він мав на увазі, не було.
Після цього анонімний автор повідомлення, що ховається під ніком Q, який натякав, що має вищий рівень доступу до державної таємниці, написав ще тисячі постів, загальний зміст яких зводиться до того, що він входить в глибоко засекречене коло найближчих радників президента Трампа, яким доручено виконати якийсь грандіозний план і донести його зміст до американської громадськості. Цей план полягає в тому, що Трамп збирається викрити гігантську міжнародну схему сексуальної експлуатації маленьких дітей, в яку нібито залучені лідери Демократичної партії США та багато американських знаменитостей, які нібито поклоняються Сатані. Будуть проведені масові арешти силами збройних сил США і Національної гвардії. За словами Q, метою розслідування спецпрокурора Роберта Мюллера був не Трамп, а Гілларі Клінтон і її оточення, розслідування — це тільки прикриття, насправді президент допомагає спецпрокурору Мюллеру розкрити грандіозну педофільську змову Гілларі та Білла Клінтонів, а також Барака Обами, Джорджа Сороса, Ротшильдів, саудівської королівської сім'ї та інших «сильних світу цього».[джерело?]
Q натякав, що перебуває в безпосередній близькості від президента, надаючи як доказ фотографії, зроблені нібито на борту президентського літака Air Force One, або «пророкуючи» зміст наступних твітів Трампа. Перші пости Q мали вигляд списку питань-натяків, які автор називав «хлібними крихтами»: «З ким вчора зустрічався POTUS [абревіатура President of the United States]? Був присутній там генпрокурор Сешнс? Як називається фірма, яка проводила ремонт Білого дому? Чому в деякі кімнати не можна проносити телефони?»
На ці питання читачам пропонувалося знайти відповіді самостійно — що більшість учасників 4chan і прихильників Трампа і робили, доходячи ще більш екзотичних висновків, ніж Q. Наприклад, вони стверджують, що президента Росії Володимира Путіна також контролює всесвітня змова сатаністів, але він це розуміє й активно їм протидіє. Десятки тисяч прихильників цієї конспірологічної теорії, названої QAnon, викладали відео на YouTube, писали твіти, розшифровуючи все більш і більш туманні натяки Q.
Прихильники QAnon знаходять один одного за певним хештегом та одягом із буквою Q або абревіатурою WWG1WGA («Where we go one, we go all» — «Де один, там ми всі»). У QAnon з'явилися шанувальники серед знаменитостей — наприклад, актриса Розанна Барр і творець гри Minecraft шведський програміст Маркус Перссон.
15 червня 2018 року 30-річний Метью Філіп Райт, озброєний напівавтоматичною гвинтівкою, на броньованому автомобілі заблокував рух на меморіальному мосту Майка О'Каллагана — Пета Тіллмана на кордоні штатів Невада і Аризона, вимагаючи «оприлюднити доповідь генерального інспектора», маючи на увазі доповідь генерального інспектора Міністерства юстиції США Майкла Хоровица за підсумками розслідування дій ФБР у справі Гілларі Клінтон. Ця доповідь була опублікована 14 червня, але Q натякав, що публіці буде доступна лише суттєво відредагована версія, а повна містить в собі багато компроментуючих даних про Гілларі Клінтон, керівництво Демократичної партії, ФБР та інших ворогів Трампа. Райт був заарештований і звинувачений в тероризмі.
Доповідь спецпрокурора Мюллера, якої так чекали прихильники QAnon, була опублікована у квітні 2019 року, і в ній не було жодної згадки будь-яких таємничих змов. Але це анітрохи не розчарувало більшість прихильників QAnon, рух тільки продовжував зростати.
Потім майже замовк і сам Q — замість більш-менш зв'язних пропозицій його дописи на іміджбордах спочатку перетворилися у випадкові набори букв і символів, які шанувальники вважають якимись шифрами або кодами, а потім і зовсім зникли. У 2017 році Q писав дописи десятками щодня, але за весь травень 2019 року написав всього три дописи, а потім цілий місяць мовчав. 27 червня 2019 року Q написав ще три дописи з різницею в кілька хвилин: один з якоюсь нібито зашифрованою нісенітницею і два з фразами «За Бога і країну! Патріоти, боріться. Q» і «Готуйтеся. Q»
Хто автор всіх цих постів, залишається невідомим. Дехто[хто?] припускає, що це містифікація якогось політичного противника Трампа, який бажає виставити шанувальників Трампа легковірними дурнями.

## Поширення
Попри те, що в 2020 році найбільші інтернет-майданчики почали блокувати контент, що має стосунок до QAnon, обізнаність американців про цю теорію — як і її популярність — лише зростає.
Дослідження Pew Research Center показало: якщо на початку 2020 року про цю теорію щось чули лише 23 % американців, то вже восени ця цифра сягнула 47 %.
За результатами виборів, які відбулися в США в листопаді 2021, двоє прибічників QAnon уже встигли обратися до Конгресу США — 34-річна Лорен Боберт і 46-річна Марджорі Тейлор Ґрін. Обидві відкрито говорили, що вірять у теорію QAnon. «Є унікальна можливість розігнати глобальну кліку педофілів, які поклоняються сатані, і, думаю, в нас є президент, аби це зробити», — заявляла Тейлор Ґрін у 2017 році.